# Cuisine des Bahamas
La cuisine des Bahamas ou gastronomie bahamienne fait référence aux aliments, aux mets et aux boissons des Bahamas. Elle comprend des fruits de mer tels que le poisson, les crustacés, le homard, le crabe et la conque, ainsi que des fruits tropicaux, du riz, des pois, des pois d'Angole et du porc. Les assaisonnements populaires couramment utilisés dans les plats comprennent les piments (piment fort), le citron vert, les tomates, les oignons, l'ail, le piment de la Jamaïque, le gingembre, la cannelle, le rhum et la noix de coco. Les boissons à base de rhum sont populaires sur les îles. Étant donné que les Bahamas se composent d'une multitude d'îles, il existe des variations culinaires notables.

## Caractéristiques générales
La cuisine bahamienne est quelque peu liée à celle du Sud américain, avec des plats communs tels que le « fish 'n' grits ». Une grande partie des produits alimentaires bahaméens sont importés. Une cuisine internationale est proposée, notamment dans les hôtels.
De nombreux plats de spécialité sont disponibles dans les stands en bord de route, au bord de la plage et dans les restaurants raffinés. Contrairement à ce que l'on trouve dans la ville de Nassau et dans les nombreux hôtels, des stands de restauration et des restaurants de type « cabane » (notamment le Goldies et le Twin Brothers) sont situés à Arawak Cay sur West Bay Street, à environ 15 minutes du centre-ville de Nassau et à 25 minutes du complexe Atlantis Paradise Island. C'est un endroit très organisé et sûr pour déguster des fruits de mer frais et tous les plats locaux des Bahamas. Le restaurant Travellers Rest, à Nassau, est connu pour servir des plats locaux.
La cuisine bahamienne est mise en valeur lors de nombreux grands festivals, notamment le Jour de l'Indépendance (Bahamas) le 10 juillet (au cours duquel les habitants préparent des plats spéciaux comme le goyave), le Fox Hill Day (deuxième mardi d'août) et le Jour de l'Émancipation. Certaines colonies organisent des festivals associés à la culture ou à la nourriture traditionnelle de cette région, comme le Pineapple Fest à Gregory Town, Eleuthera.
Les traditions et la nourriture bahamiennes ont été exportées vers d'autres pays par l'intermédiaire des émigrants. Coconut Grove, en Floride, célèbre le festival Goombay en juin, transformant la Grand Avenue de la région en un carnaval (Caraïbes) pour célébrer la culture, la nourriture et la musique des Bahamas (Junkanoo et "Rake'N'Scrape"). Le Fantasy Fest à Key West, en Floride, comprend une fête de rue de deux jours connue sous le nom de Goombay qui se tient dans le quartier Bahama Village de Key West. Il doit son nom aux tambours en peau de chèvre goombay qui génèrent les rythmes de la fête et qui célèbrent l'héritage de la grande population bahaméenne de Key West avec de la nourriture, de l'art et de la danse.

## Boissons
Les jus de fruits, notamment l'eau de coco, sont souvent utilisés pour les boissons. Le Switcha est une « limonade » à base de citrons verts indigènes. Le Goombay Punch est une boisson gazeuse commercialement préparée, très sucrée. Il diffère du Goombay Smash, qui est une préparation alcoolisée. Le Triple B est une boisson maltée sans alcool fabriquée par la brasserie bahamienne.
Les boissons alcoolisées comprennent le rhum, qui est parfois infusé de noix de coco. Le rhum est également utilisé dans les boissons mélangées telles que le punch au rhum. Le jus Sky est une boisson composée d'eau de coco mélangée à du lait concentré et du gin. Le Yellow Bird (cocktail), le Bahama Mama, le Goombay Smash et le Planter's Punch sont des boissons locales populaires. Le Nassau Royale est une liqueur bahamienne et est utilisée pour fabriquer le C. C. Rider. La brasserie bahamienne produit des bières telles que : Sands, Bush Crack, High Rock (nommée d'après une caractéristique géographique : High Rock) et Strong Back. Kalik est une bière bahamienne.

## Soupes
Les Bahaméens apprécient de nombreuses soupes populaires dans les Caraïbes, notamment la soupe de conque ou la soupe de conque mijotée, le poisson mijoté et la soupe aux pois cassés (à base de jambon). Les pois sont utilisés dans diverses soupes, notamment une soupe à base de boulettes et de bœuf salé. La souse est une soupe généralement préparée avec du poulet, du citron vert, des pommes de terre et du poivre et si elle est préparée avec du poisson, elle est appelée poisson bouilli. Ces plats de soupe sont généralement servis avec du Johnny cake ou du gruau, souvent au petit-déjeuner ou comme repas après une gueule de bois. La soupe de tortue était autrefois un aliment de base avant que les tortues ne soient en voie de disparition.

## Fruits de mer

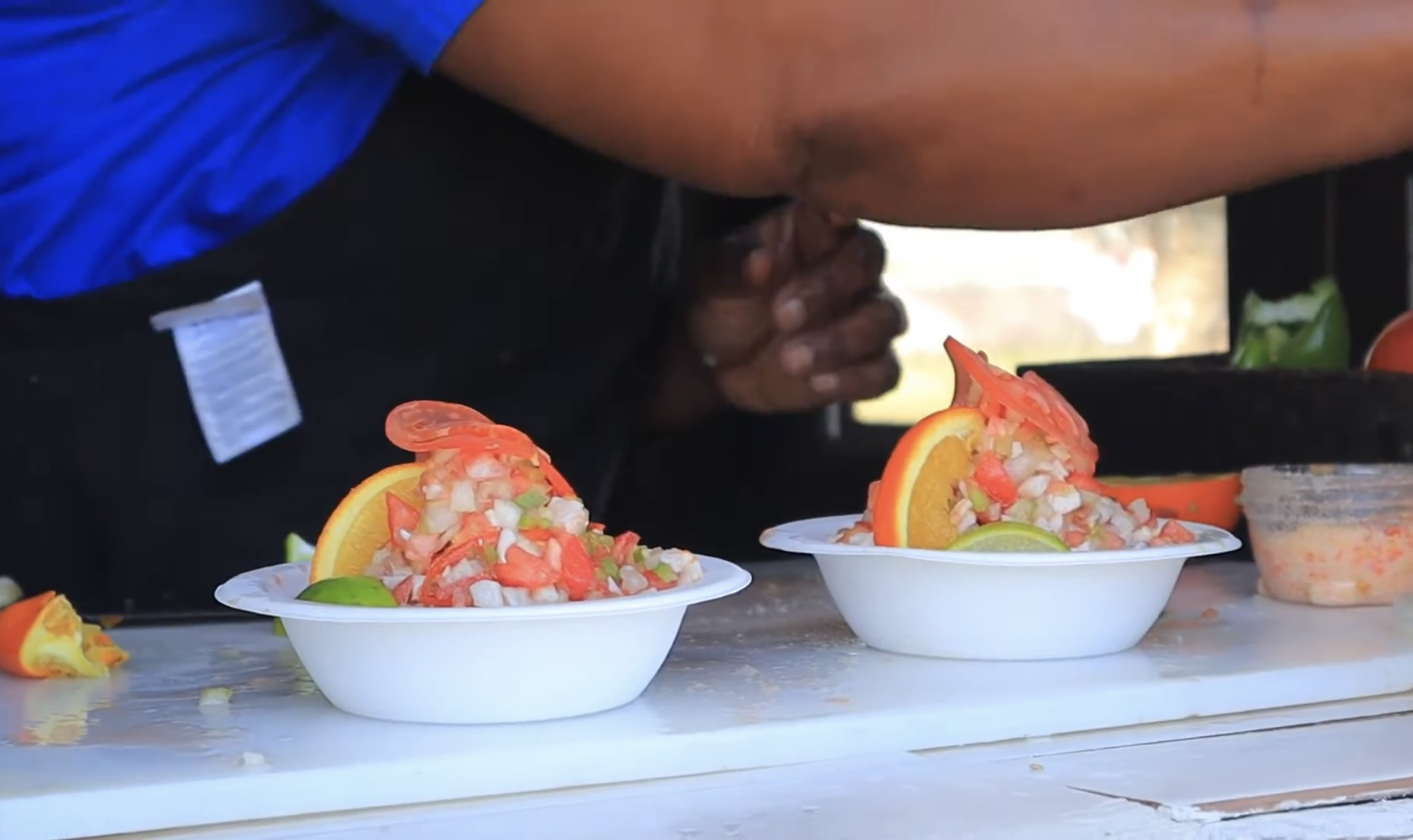
Salade de conque des Bahamas

Les fruits de mer sont un aliment de base aux Bahamas. La conque, un gros mollusque tropical (escargot de mer) à la chair ferme et blanche, est le plat national des Bahamas. La conque peut être préparée de plusieurs façons : servie crue avec du jus de citron vert, des légumes crus et même des fruits appelés salade de conque. Elle peut être cuite à la vapeur, mijotée, frite (« conque fissurée » ou beignets de conque), utilisée dans des soupes (en particulier la chaudrée de conque) ou servie dans des salades. Les autres crustacés populaires sont le crabe (y compris le crabe de pierre de Floride), qui est souvent servi cuit au four, ou un autre plat appelé graisse et pâte de crabe. La langouste épineuse sans pinces, également connue sous le nom de langouste de roche et parfois appelée écrevisse. Le mérou est souvent servi frit, sauté, grillé ou, plus traditionnellement, bouilli (appelé poisson bouilli) et proposé avec du gruau ou du Johnny cake. Le bonefish, que l'on trouve en grand nombre dans les eaux des Bahamas, est servi cuit au four.
Le poisson peut être servi façon escabèche, dans un mélange de jus de citron vert ou de vinaigre avec des assaisonnements. Dans l'escabèche, le poisson est d'abord cuit, ce qui le différencie du ceviche préparé de manière similaire. Le « poisson mijoté » est une méthode de préparation du poisson avec du céleri, des oignons, des pommes de terre, des tomates et des épices.

## Plats de viande

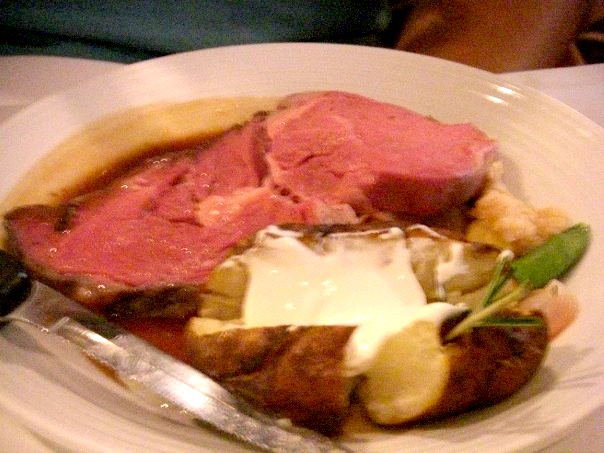
Plat de viande des Bahamas

Les plats de viande populaires sont préparés avec du poulet, du porc et de la chèvre. L'iguane est toujours chassé et mangé, en particulier dans les îles éloignées, bien que certaines espèces, comme l'iguane des rochers du nord des Bahamas, soient en voie de disparition.
Un plat peu coûteux, connu localement sous le nom de « Fire Engine », se compose de corned-beef en conserve cuit à la vapeur, servi avec du gruau ou du riz blanc.

## Plats d'accompagnement et les assaisonnements
Les plats d'accompagnement bahaméens partagés avec le sud des États-Unis comprennent le gruau, les macaronis au fromage cuits au four, la salade de chou, la salade de pommes de terre, les légumes bouillis et le Johnny cake. D'autres plats d'accompagnement plus traditionnels des Caraïbes comprennent les pois d'Angole, la banane plantain frite, les pois et le riz et le pain de manioc. Le porc salé est également servi.
Les plats bahaméens sont souvent assaisonnés avec de la sauce Old Sour, en particulier les plats de poisson.

## Fruits
La cuisine bahamienne incorpore de nombreux fruits tropicaux. Les goyaves sont utilisées pour faire un dessert appelé duff. La crème glacée est populaire, y compris les saveurs de fruits comme le corossol. Les puddings sont consommés, y compris un pudding de sapotille. La papaye (appelée papaye ou melon) est le fruit bahaméen le plus célèbre et est utilisée pour les desserts, les chutneys, la marmelade « Goombay » (à base de papaye, d'ananas et de gingembre vert), ou simplement consommée fraîche au petit-déjeuner. La papaye est également utilisée comme attendrisseur de viande et dans les boissons tropicales telles que le Bahama Mama. Les melons, les ananas, les fruits de la passion et les mangues sont également cultivés en Amérique.

## Desserts
Les Bahamiens apprécient une variété de desserts, notamment les tartes (à la noix de coco et à l'ananas), le duff à la goyave, le pudding au pain, le gâteau au rhum et le pudding à la semoule de maïs. Le gâteau aux fruits est consommé pendant les vacances de Noël. Le Benny et le gâteau aux cacahuètes (qui ne sont pas du tout des gâteaux) sont également les desserts favoris des Bahamiens.